# タバサラン人

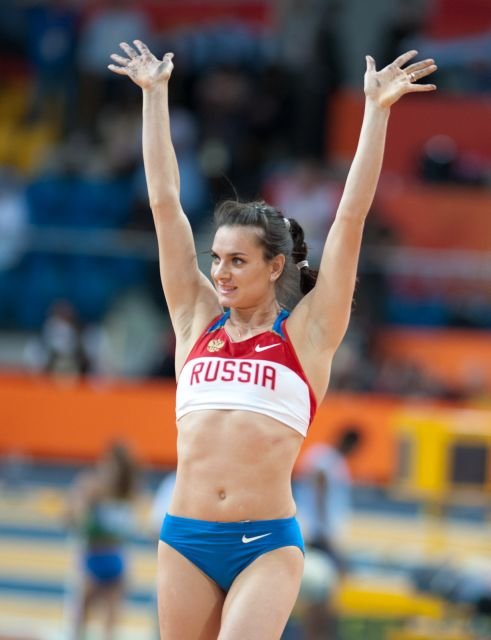
エレーナ・イシンバエワ

タバサラン人(Tabasarans)は、主にロシア連邦のダゲスタン共和国に居住する民族である。

## 概要
ロシア国内の人口は約15万人である。タバサラン語を話す。主にイスラム教スンナ派を信仰する。棒高跳び選手のエレーナ・イシンバエワ、2015年のヨーロッパ競技大会男子柔道66㎏級優勝者カマル・ハーン＝マゴメドフは、タバサラン人のハーフである。